# Richard Wawro
Richard John Wawro (ur. 14 kwietnia 1952 w Newport-on-Tay, zm. 22 lutego 2006 w Edynburgu) – malarz szkocki, autysta, sawant.
Tworzył niezwykłe poetyckie i odznaczające się niezwykłą precyzją dzieła malarskie. Jego prace znalazły się w kolekcjach Margaret Thatcher oraz Jana Pawła II. Wystawiał swoje prace w największych galeriach na całym świecie. Swoją pierwszą pracę wystawił już w wieku 17 lat. Doczekał się ponad 100 wystaw i sprzedał około 1000 dzieł.
Jego talent ukazał się, gdy miał 6 lat. Inspiracje czerpał z encyklopedii, książek historycznych, broszur turystycznych, audycji radiowych i programów telewizyjnych oraz z relacji z zagranicy.
Richard Wawro miał polskie korzenie. Jego ojcem był Tadeusz Wawro – inżynier i oficer, który po II wojnie światowej osiadł w Szkocji.
Richard nauczył się mówić w wieku 11 lat. Z powodu zaćmy widział tylko na prawe oko. Nie był w stanie czytać i pisać.